# أوري (سردينيا)
أوري، (بالإنجليزية: Uri)، هي بلدية في مقاطعة ساساري، في إقليم سردينيا الإيطالي، وتقع على بعد حوالي 18 كم (11 ميل) من ألغيرو (مطار) وحوالي 12 كم (7 ميل) شمال غرب ساساري، وحوالي 170 كم (110 ميل) من كالياري (مطار). وهي معروفة بمهرجان الخرشوف الذي يقام سنويًا في شهر مارس. اعتبارا من 31 ديسمبر 2004، كان عدد سكانها 3,040 ومساحة 56.7 كيلومتر مربع (21.9 ميل مربع). 

## السكان
في سنة 1861 بلغ عدد السكان 1٬155 نسمة، وتطور العدد ليصل في سنة 2011 لـ 3٬016 نسمة.
يظهر هذا المخطط البياني تطور النمو السكاني لـ أوري (سردينيا)